# Cormansis halictides
Cormansis halictides är en tvåvingeart som beskrevs av Walker 1851. Cormansis halictides ingår i släktet Cormansis och familjen rovflugor. Inga underarter finns listade i Catalogue of Life.